# Piegan
Die Piegan oder Peigan (engl. Aussprache: „Peh-gan“, „Pee-GAN“ oder „Pay-gone“) bzw. Piikuni (engl. Aussprache: „Pee-kah-nee“ oder „Pih–kuhn–ee“) sind eine der drei Stämme der als Blackfoot (in Kanada) oder als Blackfeet (in den USA) (Englisch „Schwarzfuß/Schwarzfüße“) bezeichneten indianischen Stammesgruppe im Süden der kanadischen Prärieprovinzen von Alberta und Saskatchewan sowie im Norden und Südwesten von Montana, USA. Die Piegan waren der größte, militärisch mächtigste Stamm der Blackfoot, ihre Stammesgebiete reichten weit nach Süden und Südwesten über die spätere Grenze zwischen Kanada und den Vereinigten Staaten in die Nordwestlichen Plains der USA hinein. Sie wurden daher auch als „Southern (Südliche) Blackfoot“ bezeichnet.
Heute bilden die Nachkommen der Piegan zugleich mit der Piikani Nation eine der drei First Nations der Blackfoot im Süden Albertas in Kanada sowie in den Vereinigten Staaten mit der Blackfeet Nation (offiziell: „Blackfeet Tribe of the Blackfeet Indian Reservation of Montana“ genannt) einen auf Bundesebene anerkannten Stamm (sog. federally recognized tribe) im Nordwesten Montanas; die Angehörigen der kanadischen „Piikani Nation“ haben vertraglich das Recht, die Grenze zwischen den USA und Kanada frei zu überqueren und die doppelte Staatsbürgerschaft in beiden Ländern zu behalten, während die Angehörigen des „Blackfeet Nation“ auf der US-Seite diese Rechte nicht besitzen. Die Grenze zwischen den USA und Kanada wurde von den Blackfoot als „Medizinlinie“ bezeichnet, weil die Royal Canadian Mounted Police aus irgendeinem für sie unbekannten (und daher magischen Grund) aufhörten, sie zu verfolgen, wenn sie die Grenze in Richtung Süden überquerten; ebenso stoppte die US-Armee die Verfolgung, wenn sie die Grenzlinie nach Norden überschritten.
Die Piegan sind weiterhin der bevölkerungsreichste Blackfoot-Stamm und besitzen von diesen die größten Reservate/Reservationen (Stand: Januar 2022); die 3.879 Stammesmitglieder zählende „Piikani Nation“ besitzt zwei Reservate mit insgesamt ca. 457 km² und somit das drittgrößte Reservatsland in ganz Kanada; die 17.321 Stammesmitglieder zählende „Blackfeet Nation“ – einer der 10 größten Stämme der Vereinigten Staaten – bewohnt die direkt an die International Boundary grenzende ca. 7.770 km² große Blackfeet Indian Reservation, die eine größere Landfläche als der nach Fläche drittgrößte Bundesstaat Delaware umfasst.

## Namensgebung und Bezeichnung
Ursprünglich bezeichneten sich nur die Siksika (Siksikáwa oder Blackfoot) als „Siksikáwa“ („Schwarzfüße“, Singular: „Siksika“ – „Schwarzfuß“) in ihrer Sprache – einem Dialekt des Blackfoot (Ni'tsiitapipo'ahsin oder Nitsipussin), die Bedeutung „Schwarzfuß“ leitet sich von den Worten sik („schwarz“) und ka („Fuß“) ab, die mittels des Infix -s-i- zusammengesetzt werden. Die ersten Europäer trafen vermutlich zunächst auf die Siksika und übertrugen das Wort „Blackfoot“ auf die mit ihnen eng verwandten Stämme der Kainai (Káínawa oder Blood) und Piegan.
Die heutige Stammesbezeichnungen als „Piegan/Peigan (Piikuni)“ leiten sich von ihrem Autonym als Piikuni (engl. Aussprache: „pee-koo-NEE“) oder Piikáni (weitere Varianten: Pikani, Pekuni, Piegan und Peigan) ab und bedeutet wörtlich („Räudige, mit Krätze verschmutzte Kleidung“). Die Piegan waren in zwei große regionale Stammesgruppen unterteilt; den als Piegan Blackfeet (in den USA) oder als Southern Peigan/Piegan (in Kanada) bezeichneten „Südlichen Piegan“ („Amsskáápipikaniikoaiksi“, Singular: „Aamsskáápipikani“) und den als Northern Piegan (in den USA) oder als Peigan oder Piikuni (in Kanada) bezeichneten „Nördlichen Piegan“ („Aapátohsipikaniikoaiksi“, Singular: „Aapátohsipikáni“ – wörtlich: „Kanadische Piikuni“).
Alle vier Stämme sprachen (sprechen) jeweils leicht abweichende Dialekte des zum Plains Algonkin zählenden Blackfoot (Ni'tsiitapipo'ahsin/Nitsipussin) und bezeichnen sich als „Niitsítapiiksi“ („Ursprüngliches, Wahres Volk“, Singular: „Niitsítapii (ᖹᐟᒧᐧᒣᑯ)“). Die Nitsitapii (Blackfoot) bezeichneten sich in Abgrenzung zu benachbarten Stämmen oftmals auch als „Nitsi-poi-yiksi“ („Volk, das unsere – die wahre – Sprache spricht“).
Die Gesamtbevölkerung der vier Nitsitapii -Stämme vor den Kontakten mit Europäern und drei verheerender Epidemien wird auf 15.000 bis 18.000 Stammesmitglieder geschätzt.

## Konföderation der Blackfoot (Blackfoot Confederacy)

### Territorium und Mitglieder der Konföderation
Zusammen mit den Nordathapaskisch-sprachigen Sarcee (abgel. von der Blackfoot-Bezeichnung als Saahsi oder Sarsi – „mutiges Volk, stures, trotziges Volk“) sowie (von ca. 1793 bis 1861) mit den ebenfalls Algonkin-sprachigen Gros Ventre (in Blackfoot: Piik-siik-sii-naa – „Schlangen“ oder Atsina – „wie ein Cree, d. h. Feind“) bildeten sie die sog. Konföderation der Blackfoot (Blackfoot Confederacy).
Das traditionelle Territorium der drei großen Stammesgruppen der Nitsitapii (Blackfoot) umfasste große Gebiete der Nordwestlichen Plains und reichte im Norden bis zum North Saskatchewan River (Ponoká'sisaahta oder Ponokasisahta – „Elk River“) mit Fort Edmonton (früher: Edmonton House, dem heutigen Edmonton) als wichtigem Handelsposten und spätestens ab Mitte des 19. Jhd. im Süden bis zum Musselshell River und Yellowstone River (Otahkoiitahtayi oder Otahkoi-tah-tayi – „Yellow River“ – „Gelber Fluss“) in Montana. Zudem beherrschten sie das Gebiet des Oberlaufs des Missouri River und streiften südwärts bis Three Forks entlang des Madison River, Jefferson River, Ruby River, Beaverhead River, Red Rock River, Big Hole River und Wise River im Südwesten von Montana, zudem jagte die Small Robe Band der Piegan meist südlich des Missouri River. Im Westen wurde ihr Territorium durch die Rocky Mountains (Miistakistsi) begrenzt und erstreckte sich im Nordosten entlang des South Saskatchewan River bis zur heutigen Alberta-Saskatchewan-Grenze (Kaayihkimikoyi), östlich der Cypress Hills und der Great Sand Hills (Omahskispatsikoyii) im Südwesten von Saskatchewan sowie im Südosten auf die Plains bis zur Montana-North-Dakota-Grenze. Hierbei waren die Sweet Grass Hills (in Blackfoot: kátoyissiksi – „Sweet Pine Hills“) sowie Chief Mountain (Ninastako) ihre Heiligen Berge. Sie nannten ihr großes Stammesgebiet Nitawahsin-nanni („Unser Land“), eine offensichtliche Wortgleichung mit Nitassinan („Unser Land“), dem Namen für das Territorium der Innu und Naskapi im Osten.
Durch die verbündeten Sarcee im Nordwesten der Nitsitapii (Blackfoot) erstreckte sich der tatsächliche Machtbereich der Konföderation sogar bis in die Parks und Plains im Nordosten von British Columbia und im Nordwesten Albertas, vom Hay River und Peace River im Norden südwärts zwischen dem North Saskatchewan River, Athabasca River, Red Deer River und South Saskatchewan River westlich von Edmonton. Im Osten der Nitsitapii lebten die (zeitweise) verbündeten Gros Ventre einst entlang der Saskatchewan River Forks (dem Zusammenfluss von North Saskatchewan River und South Saskatchewan River) und entlang des Oberlaufs des Saskatchewan River im Westen von Saskatchewan – bis diese vor den mit Gewehren bewaffneten feindlichen Cree-Assiniboine südwärts zum Milk River in Montana flüchten mussten.

### Stammesgebiete der Piegan (Peigan)
Die Piegan waren bei den Pelzhändlern auch als „Muddy River Indians“ bekannt, da sie das Gebiet des Oberlaufs des Missouri River, der Muddy River genannt wurde, beherrschten, jedoch reichten ihre Stammesgebiete vom Vorgebirge bei Rocky Mountain House am Zusammenfluss von Clearwater und North Saskatchewan (dort handelten sie zuerst mit der North West Company, später mit der Hudson’s Bay Company) im Norden südwärts bis zur heutigen Siedlung Heart Butte in Montana und im Osten bis auf die Nordwestlichen Plains von Montana und Alberta, Mitte des 19. Jhd. zogen die Südlichen Piegan weiter südwärts ins Gebiet des Teton River und Marias River im Nordwesten von Montana und der Milk-River-Region im Süden von Alberta, oft jedoch streiften sie südwärts bis zum Musselshell River und Yellowstone River (Otahkoi-tah-tayi oder Otahkoi-tah-tayi – „Yellow River“ – „Gelber Fluss“) sowie nordwärts bis nach Fort Edmonton (früher: Edmonton House) und ostwärts bis zur heutigen Alberta-Saskatchewan-Grenze, die Small Robe Band war die südlichste Untergruppe und jagte meist südlich des Missouri River im Südwesten von Montana. Die Heiligen Berge aller Nitsitapii (Blackfoot) – die Sweet Grass Hills (in Blackfoot: kátoyissiksi – „Sweet Pine Hills“) sowie Chief Mountain (Ninastako) – liegen im ehemaligen Stammesterritorium der Piegan.
Die Piegan waren mit ca. 4.000 bis 5.000 Stammesmitgliedern die größte und mächtigste Stammesgruppe der Nitsitapii, durch mehrere Epidemien – besonders die Pockenepidemie von 1837 – wurden sie jedoch bis auf ca. 2.500 dezimiert.

## Stammesgruppen der Piegan (Peigan)
Die Piegan (Peigan) waren zuerst in drei große Stammesgruppen unterteilt, von denen jedoch bis 1850 nur noch zwei übrigblieben, die auf Grund der enormen Größe sowie der geographischen Lage ihrer Stammesgebiete entweder als Nördliche Piegan (Peigan) oder als Südliche Piegan (Piegan Blackfoot) bezeichnet wurden:
- „Nördliche Piegan“ (Eigenbezeichnung: Apatohsipikani, lebten entlang des Oldman River, in den Porcupine Hills und am Crow Creek im Südwesten von Alberta, westlich der Kainai, 1870 registrierte man 720 Stammesmitglieder, 1906 gab es 493 in der Piegan Agency in Alberta, in Kanada heute meist als „Peigan“ bezeichnet) – bilden heute „Piikani Nation“ im Süden Albertas
- „Südliche Piegan“ (Eigenbezeichnung: Amsskaapipikani oder Amskapi Pikuni, lebten entlang des Oberlaufs des Missouri River und dessen Nebenflüssen im Nordwesten und Zentral-Montana, oft streiften sie südwärts bis zum Musselshell River und Yellowstone River, 1858 schätzungsweise ca. 3.700, 1861 schätzte Hayden ca. 2.500, 1870 registrierte man 3.240, 1906 gab es 2.072 Stammesmitglieder in der Blackfeet Agency in Montana, in den USA meist als „Blackfeet“ oder einfach „Blackfeet“ bezeichnet) – bilden heute den „Blackfeet Tribe“ im Nordwesten von Montana
- „Inuk'sik“ (auch I-nuks'-iks oder Inuck'siks[10] – „Wenig, dürftige Kleidung“, „Kleine Roben“, wörtlich jedoch „Jene, die kleine(re) Kleidungsstücke tragen“, meist „Small Robe Band“ genannt,[11] jagten und stellten Biberfallen meist südlich des Missouri River rund um Three Forks entlang des Madison River, Jefferson River, Ruby River, Beaverhead River, Red Rock River, Big Hole River und Wise River im Südwesten von Montana, einst die größte und mächtigste Gruppe der Piegan,[12] waren sie durch Pocken und Angriffe der Absarokee (Crow) und Salish-Gruppen früh geschwächt[13] und hatten ihre einst führende Position unter den Piegan verloren, schlossen sich meist den Südlichen Piegan an, 1832 gab es ca. 250 Tipis mit ca. 2.500 Stammesmitgliedern (James Kipp, amerik. Pelzhändler), nach 1846 ca. 150 Tipis mit ca. 1.500 Stammesmitgliedern, (John Ewers))[14]

## Sprache
Ihre Sprache, das Blackfoot, nennen sie Ni'tsiitapipo'ahsin („Sprache der wahren, ausgeglichenen Menschen“) oder auch Nitsipussin („Wahre, echte Sprache“). Jedoch sprechen heute von den ca. 39.000 Nitsitapii (Blackfoot) nur noch 3.250 in Kanada sowie 100 in den USA ihre Muttersprache, die meisten sprechen heute als erste Sprache Canadian bzw. American English. Manche jüngere Nitsitapii in Kanada sprechen zudem auch Cree.
Seit 2008 versuchen die verschiedenen Stämme durchzusetzen, dass die Blackfoot-Sprache in die lokalen Curricula für die Schulen integriert wird. Dazu mussten viele Begriffe neu geschaffen werden, um etwa technischen oder mathematischen Fragestellungen gerecht zu werden.

## Verträge und Errichtung der Reservate/Reservationen
Auf Grund der nun internationalen Staatsgrenze mussten die Piegan mit beiden Regierungen Verträge abschließen, um sich wenigstens einen Teil ihres traditionellen Stammesterritoriums sichern zu können und die Errichtung von Reservaten bzw. Reservationen zu ermöglichen. In den Vereinigten Staaten schlossen sie am 17. Oktober 1855 den Treaty with the Blackfeet 1855 – von den Blackfoot Lame Bull's Treaty genannt –, dies war der erste offizielle Vertrag zwischen den Blackfoot und der US-Regierung und definierte die Grenzen der „Blackfeet Nation“, die bereits im Vertrag von Fort Laramie 1851 (Horse Creek Treaty) ohne ihre Zustimmung und ohne ihre Anwesenheit festgelegt worden waren. In diesem Vertrag wurde Stämmen im Territorium zwischen dem Upper Missouri und Yellowstone River jeweils eigene Jagdrechte und Landrechte mittels Reservationen garantiert und die einzelnen unterzeichnenden Stämme verpflichtet, Frieden mit den Vereinigten Staaten zu halten, untereinander keinen Krieg mehr zu führen und seitens der US-Regierung festgelegte Stammesgrenzen und als „gemeinsame Jagdgründe“ definierte Gebiete anzuerkennen. So mussten die Blackfoot die Gebiete entlang des Milk River bis zu dessen Mündung in den Missouri River im Norden endgültig als „gemeinsame Jagdgründe“ der Blackfoot und der feindlichen Plains Assiniboine anerkennen sowie im Süden den Musselshell River als Grenze zum Territorium der ebenfalls feindlichen Absarokee. Sowohl die Assiniboine als auch die Absarokee waren bei der Vertragsunterzeichnung nicht anwesend. Die Stämme erlaubten zudem der US-Regierung im Vertrag genannten Gebiet den Bau von Straßen, die Errichtung von Telegraphen- und Militärposten, Häuser für Agenturen, Missionen, Schulen, Farmen, Geschäfte, Mühlen, Stationen, Verwendung von Holz als Brennstoff und Land für die Beweidung sowie die kostenlose Schifffahrt auf allen Seen und Bächen für US-Bürger. Folgende Stämme wurden als Vertragsparteien genannt:
"Östlich der Rocky Mountains die Blackfoot Nation, bestehend aus den Indianerstämmen Piegan, Blood, Blackfoot und Gros Ventres. Westlich der Rocky Mountains besteht die Flathead Nation, bestehend aus den Stämmen der Flathead, Upper Pend d'Oreille und Kootenay und dem Indianerstamm Nez Percé, den genannten Häuptlingen, Oberhäuptern und Delegierten, im Namen dieser Nationen und Stämme und werden von ihnen ordnungsgemäß dazu ermächtigt."
In Alberta in Kanada unterzeichneten sie am 22. September 1877 bei Blackfoot Crossing auf dem heutigen Gebiet des Reservats der Siksika Nation den Treaty 7 (Blackfoot Treaty) mit der kanadischen Regierung, wobei die Blackfoot-Konföderation auf die vertraglichen Zusicherung bestand, dass der Zuzug der feindlichen „Plains Cree-Assiniboine-Bands“ und der mit diesen verwandten Métis in die letzten Büffeljagdgebiete auf ihrem Land sowie die Landnahme der Siedler gestoppt wird, jedoch verfolgten die Vertragsparteien unterschiedliche Ziele bzw. Zwecke: die Bundesregierung wollte mittels gegenseitiger Vertragsunterzeichnungen, die Landansprüche der First Nations auslöschen (um das Land für die Besiedlung und Erschließung durch die Eisenbahn zu öffnen); nach eigener Aussage verstanden die First Nations – die Blackfoot-Konföderation (einschließlich der „T'ina First Nation/Sarcee“) sowie die ihnen feindlichen Mountain Stoney der „Cree-Assiniboine“-Konföderation – in erster Linie diese als Friedensvertrag, mit dem diese gegen eine Reihe von Versprechungen und jährlichen Zahlungen seitens der Regierung, versprachen, die Konflikte untereinander zu beenden, Frieden mit Kanada zu schließen, ein friedliches Zusammenleben mit neu ankommenden Siedlern zu gewährleisten. Niemand der First Nations dachte, dass es sich um eine Landabtretung handelte. Ein Teil der Verwirrung ergab sich aus kulturellen Missverständnissen, aber auch aus ernsthaften Übersetzungsproblemen. In diesem Vertrag wurden für die drei First Nations/Stämme der Blackfoot in Kanada jeweils Reservate zugeteilt, der heutigen „Piikani Nation“ (3.879 Stammesmitglieder) wurden zwei Reservate (ca. 457 km²) zugeteilt, der „Kainai (Blood) Nation“ (12.766 Stammesmitglieder) ebenfalls zwei Reservate (ca. 1.413,87 km²) und der „Siksika Nation“ (7.560 Stammesmitglieder) ein Reservat (ca. 710,88 km²). Die drei Blackfoot First Nations besitzen heute zugleich die drei flächenmäßig größten Reservate in ganz Kanada, das Reservatsland der „Kainai (Blood) Nation“ ist das größte in ganz Kanada, das zweitgrößte ist das der „Siksika Nation“ und das drittgrößte das der „Piikani Nation“.

## Heutige Stämme der Piegan (Peigan)
Heute (Stand Januar 2022) zählt die „Piikani Nation“ (Nördliche Piegan oder Apatohsipikani) etwa 3.879 Stammesmitglieder, von denen ca. 2.370 auf dem 426,99 km² großen Piikani 147 Reserve (früher: Peigan 147) bei Brocket, ca. 13 km südwestlich von Fort McLeod sowie 61 km westlich von Lethbridge, im Süden von Alberta leben. Zum Reservat gehört zudem das ca. 29,79 km² große unbewohnte Peigan Timber Limit "B", und somit ist es das drittgrößte Reserve in ganz Kanada.
Der „Blackfeet Tribe“ (Südliche Piegan oder Amsskaapipikani) in Montana hat heute (Stand: Januar 2022) 17.321 Stammesmitglieder sowie geschätzt ca. 4.500 Nachfahren, die nicht im Stamm registriert sind. In der ca. 7.770 km² umfassenden Blackfeet Reservation (und somit ca. 1.200 km² größer als der Bundesstaats Delaware) leben jedoch nur ca. 8.500 Südliche Piegan, die restlichen ca. 7.500 leben meist in den USA, Kanada oder auf anderen Reservaten. Die Reservation liegt auf 1.219 m Höhe im Vorgebirge der Rocky Mountains rund um das Stammeszentrum Browning grenzt im Norden an die International Boundary, im Westen an den Glacier-Nationalpark und die Rocky Mountains und umfasst im Süden und Osten Teile der Nördlichen Plains.